# Peter Onorati
Pour les articles homonymes, voir Onorati.
Peter Onorati, né le 16 mai 1953 à Boonton dans le New Jersey, est un acteur américain.

## Biographie
Il est né et a grandi à Boonton, dans le New Jersey, et a fréquenté le lycée de Boonton. Il a fréquenté le Lycoming College et l'université Fairleigh Dickinson[réf. nécessaire].

## Filmographie

### Cinéma
- 1987 : Firehouse : Ron J. Sleek
- 1988 : Fantômes en fête (Scrooged)
- 1989 : The Green Flash : Ben
- 1990 : Mortal Sins : Diduch
- 1990 : Fire Birds : Rice
- 1990 : Les Affranchis (Goodfellas) : Florida Bookie
- 1990 : Bons baisers d'Hollywood (Postcards from the Edge) : Cameraman
- 1994 : Camp Nowhere : Karl Dell
- 1995 : Not Like Us : Sam Clark
- 1997 : RocketMan : Gary Hackman
- 1998 : Fallen Arches : Charlie
- 1998 : Tycus (vidéo) : Jake
- 1998 : Shelter : Demetrie Kostantinos
- 1998 : True Friends : Alphonse
- 1999 : L'Association du mal (Lured Innocence) : Maxwell Strong
- 1999 : The Art of Murder : Willie Kassel
- 1999 : Just Looking : Phil De Lorenzo
- 2000 : Septembre en fête (Dancing in September) : Mel
- 2000 : Pedestrian
- 2001 : Ordinary Sinner : Mike
- 2005 : Blood Deep : Repairman
- 2006 : Gold Fever : The Mark
- 2006 : Jesus, Mary and Joey : Jamie

### Télévision
- 1986 : Wanted: The Perfect Guy
- 1990 : Cop Rock (Cop Rock) : Det. Vincent LaRusso
- 1991 : Guerres privées (Civil Wars) : Charlie Howell
- 1993 : Joe's Life : Joe Gennaro
- 1993 : L'Instinct de survie (River of Rage: The Taking of Maggie Keene) : Kim
- 1995 : Malveillance (With Hostile Intent) : Sgt. Harry McCarthy
- 1995 : Donor Unknown : Nick Stillman
- 1996 : Randonnée à haut risque (Dead Ahead) : Frank Cacey
- 1997 : Au-delà du réel : L'aventure continue (The Outer Limits) (série télévisée) : Frank Martin (Épisode 3.04 : Le dernier repas / Last supper).
- 2000 : Walker, Texas Ranger (saison 9 épisodes 5, 6, 7 et 8)
- 2000 : Disappearing Acts : Construction foreman
- 2001 : Sex and the City
- 2002 :  Monk (série télévisée) : Archie Modine (Saison 1, épisode 7 (Monk et le braqueur milliardaire / Mr. Monk and the Billionaire Mugger)
- 2002-2004 : Mes plus belles années : Dom
- 2004 : Michael Jackson : Du rêve à la réalité : Ziggy
- 2004 : The Last Ride : Burt Walling
- 2007 : Ghost Whisperer : Anthony Masters
- 2007 : Les Experts : Manhattan (CSI: NY) : Angelo Venetti Sr
- 2008 : Gold Fever :  Mark
- 2008 : Desperate Housewives : Warren Schilling
- 2008 : Las Vegas  : Lamar (1 épisode).
- 2008 : Batman : L'Alliance des héros : Joe
- 2008 - 2009 : Tout le monde déteste Chris
- 2009 : Desperate Housewives  (saison 5 : 3 épisodes)
- 2010 : Mentalist  (saison 2 : épisode 13)
- 2012 : The Big Bang Theory (saison 5, épisode "la transformation du loup-garou") : le neveu D'Onofrio
- 2014 : 2 Broke Girls (saison 3, épisode 23) : Nikki
- depuis 2016 : This Is Us (depuis la saison 1)
- depuis 2017 : S.W.A.T. : Jeff Mumford
- 2017 : Elementary (saison 5, épisode 12) : Gio Bianchi
- 2020 : Grey's Anatomy : Station 19 : Snuffy Souza (2 épisodes)
- 2021 : The Rookie : Le flic de Los Angeles (Saison 4) : Officier Jerry McGrady